# Carl von Heppe
Carl von Heppe (* 23. Juni 1686 in Kassel; geboren als Carl Heppe; † 6. Januar 1759) war ein deutscher Jagdschriftsteller sowie kurbayerischer Forst-Inspektor.

## Leben
Heppe entstammte einer Familie, die längere Zeit in hessen-kasselschen Diensten gestanden hatte. In dortigen „Forst- und Jagddiensten“ bei „einem berühmten alten edlen Weydmann und guten Lehrprincipalen aus dem […] Jägergeschlechte der Wachse“ scheint er seine Ausbildung genossen zu haben. Später trat er in fürstlich sachsen-gothaische Dienste und bekleidete ab 1714 die Stellung eines Amtmannes zu Volkenroda. Am 29. Dezember 1718 wurde er 32-jährig durch Kaiser Karl VI. ohne ersichtliche eigene Verdienste in den Adelsstand erhoben.
1734 erwarb er den Besitz Thalborn im Herzogtum Sachsen-Eisenach für 7000 Gulden, welches Erblehen des fürstlich schwarzenbergischen Gesamthauses war. Die Belehnung durch das Letztere erfolgte erst drei Jahre später. Hinsichtlich der Aufbringung des Kaufpreises geriet er jedoch schon früh in Kalamitäten, was zu Streitigkeiten mit der Verkäuferseite führte. Seine Frau Maria Catharina, geborene von Thun, sah sich später, 1759, gezwungen, diesen Besitz wieder verkaufen zu müssen.
Vermutlich aufgrund sich vertiefender finanzieller Schwierigkeiten sah er sich nach einer neuen Stellung im bayerischen Staatsdienst um. Am 18. August 1747 wurde er zum kurfürstlich bayrischen Truchsessen, mit einer Pension bzw. Besoldung von 300 Gulden jährlich, ernannt, wofür er vorher zum katholischen Glauben hatte übertreten müssen. Wohl auch aufgrund des Umstandes, dass er lange keiner besonderen Verwendung zugewiesen wurde, widmete er sich der Jagdschriftstellerei. Bei dieser schöpfte er vornehmlich aus dem eigenen Erfahrungsschatz. 1751 erschien sein anschauliches Buch Aufrichtiger Lehrprinz oder Praktische Abhandlung von dem Leithund, als dem Fundament der edlen hirschgerechten Jägerey. Nach diversen Bittbriefen und Petitionen und wohl nicht zuletzt aufgrund seiner schriftstellerischen Tätigkeit wurde er zum Forstinspektor ernannt und ihm im Juni 1753 ein großer Inspektionsbezirk im Bayerischen Wald zugewiesen. In der daraus resultierenden Stellung eines Waldforstmeisters des Rentamtes Straubing erhielt er nunmehr insgesamt 500 Gulden Besoldung, eine freie Dienstwohnung, je 20 Klafter Hart- und Weichholz, 50 Gulden nebst 24 Scheffeln Hafer als Zuschuss für die Unterhaltung zweier Pferde. Womit sich seine finanzielle Situation merklich verbessert haben dürfte.
Im Jahre 1754 veröffentlichte er das Buch Der sich selbst rathende Jäger, in welchem er aus der Laienperspektive rechtliche Probleme um das Jagdwesen anschaulich und zutreffend darstellte. Zu weiteren angekündigten Veröffentlichungen kam es nicht mehr.
Er starb am 6. Januar 1759 und wurde am 8. Januar 1759 in Freihöls in der Oberpfalz, dem Dienstsitz seines Sohnes Christian Wilhelm von Heppe beerdigt.

## Werke
- Herrn Carl von Heppe, Erb-, Lehn- und Gerichtsherrn auf Thalborn, auch Erbherrn zu Reyhershausen etc. Sr. Churfürstl. Durchl. in Bayern wirkl. Truchses, aufrichtiger Lehrprinz oder Praktische Abhandlung von dem Leithund, als dem Fundament der edlen hirschgerechten Jägerey. Nebst gründlicher Erklärung der weydmännischen Redensarten, und vielen andern zur Jagdwissenschaft dienlichen allgemeinen Anmerkungen. Bey Johann Jacob Lotter sel. Erben, Augspurg 1751.
- Carl von Heppe: Der sich selbst rathende Jäger, Oder: Hundert und siebenzehn auserlesene und zum Theil sehr delicate Casus und streitige Fälle / welche täglich bey dem Forst-Jagd- und Fischerey-Wesen vorkommen, und sowol aus denen Rechten, als besonders löbl. Observanz entschieden sind. Bey Johann Jacob Lotter sel. Erben, Augsburg 1754.